# Hyptia thoracica
Hyptia thoracica är en stekelart som först beskrevs av Blanchard 1840.  Hyptia thoracica ingår i släktet Hyptia och familjen hungersteklar. Inga underarter finns listade i Catalogue of Life.